# Andvari

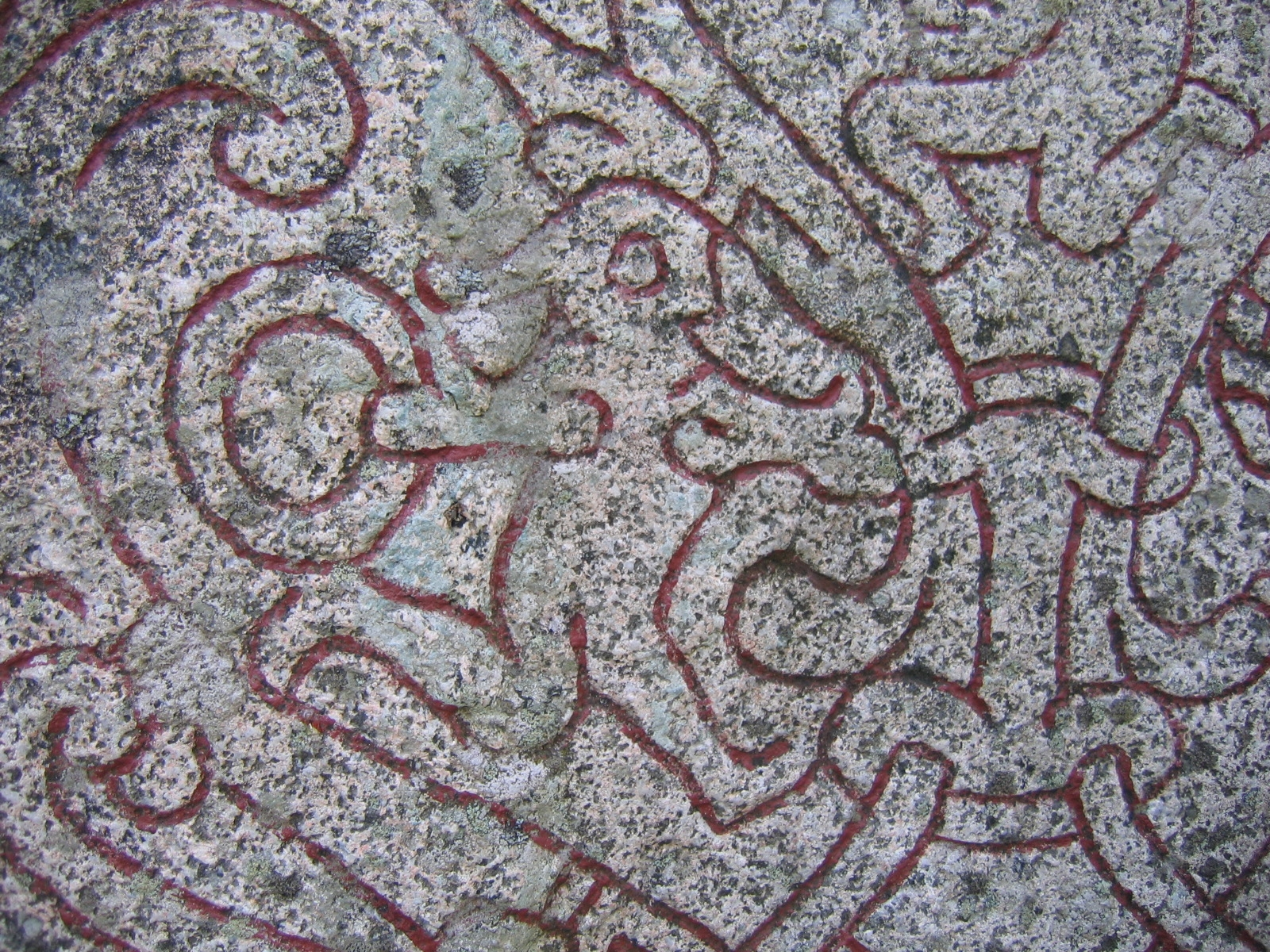
Andvari

Andvari – of Alberich – is een dwerg die, volgens de Noordse mythologie, in een waterval leeft. Hij heeft de gedaante van een vis en vergaart veel goud en andere rijkdommen met behulp van een magische ring.
De god Loki weet Andvari te vangen met behulp van een net, gemaakt door Rán, een zeegodin. Andvari staat zijn schatten af aan Loki, inclusief de ring, maar niet voor hij een vloek over de schat heeft uitgesproken.
Negentiende-eeuwse geleerden geneigd te denken dat de dwerg Alberich, wiens naam etymologisch "elfenmacht" betekent, beïnvloed was door vroege tradities van elfen.

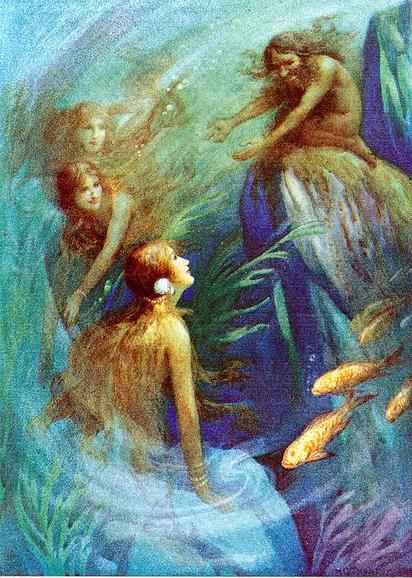
Andvari, Children's Stories from the Northern Legends, Harry Georrge Theaker, 1920